# 福島県道19号船引大越小野線
福島県道19号船引大越小野線（ふくしまけんどう19ごう ふねひきおおごえおのせん）は、福島県田村市から田村郡小野町に至る県道（主要地方道）である。

## 概要
ほぼJR磐越東線に並走している。

### 路線データ
- 総延長： 25.939 km[要出典]
- 重用延長：2.941 km[要出典]
- 実延長：22.998 km[1][要出典]
- 起点：田村市船引町北鹿又（国道349号交点）
- 終点：田村郡小野町小野新町（国道349号・福島県道13号小野田母神線交点）

## 歴史
- 1964年（昭和39年）12月28日 - 建設省告示第3620号が公布され、福島県道小野新町大越船引線が主要地方道船引大越小野線に指定される。
- 1965年（昭和40年）3月2日 - 福島県によって県道路線に認定される[2]。
- 1993年（平成5年）5月11日 - 建設省から、県道船引大越小野線が船引大越小野線として主要地方道に指定される[3]。

## 路線状況

### 重複区間
- 国道288号（田村市船引町船引 地内）
- 国道349号（田村市船引町船引 - 田村市船引町今泉台ノ前）
- 福島県道113号常葉芦沢線（田村市船引町今泉砂田 - 田村市船引町今泉田中）
- 福島県道36号小野富岡線（田村市滝根町広瀬 - 田村郡小野町大字小野新町字宿ノ後）
- 福島県道66号小名浜小野線（田村郡小野町大字小野新町字仲町 - 田村郡小野町大字小野新町字横町）

### 道路施設
安久津橋
- 全長：34.0m
- 幅員：12.0m
- 竣工：1972年[4]

田村市船引町船引字五升車から字安久津に至り、一級水系阿武隈川水系大滝根川を渡る。
根岸橋
- 全長：30.2m
- 幅員：6.0m
- 竣工：1963年[4]

根岸歩道橋
- 全長：33.5m
- 幅員：2.0m
- 竣工：1980年

田村市大越町下大越字川上、字上田から字川向に至り、一級水系阿武隈川水系牧野川を渡る。下り線側に人道橋が架設されている。
大堰橋
大堰歩道橋
- 全長：16.5m
- 幅員：2.0m
- 竣工：1986年

田村市大越町上大越字元池、字久保田に位置し、一級水系阿武隈川水系牧野川を渡る。下り線側に人道橋が架設されている。
広瀬跨線橋
- 全長：32.0m
- 幅員：7.0m
- 竣工：1968年[4]

田村市滝根町広瀬字赤沼、字石崎にてJR磐越東線を渡る。
小山崎橋
- 全長：19.3m
- 幅員：6.5m
- 竣工：1970年

小山崎歩道橋
- 全長：23.0m
- 幅員：2.0m
- 竣工：1985年

田村市滝根町広瀬字佐土端から字小山崎に至り、二級水系夏井川を渡る。上り線側に人道橋が架設されている。

## 地理

### 通過する自治体
- 田村市
- 田村郡小野町

### 交差する道路
- 田村市内

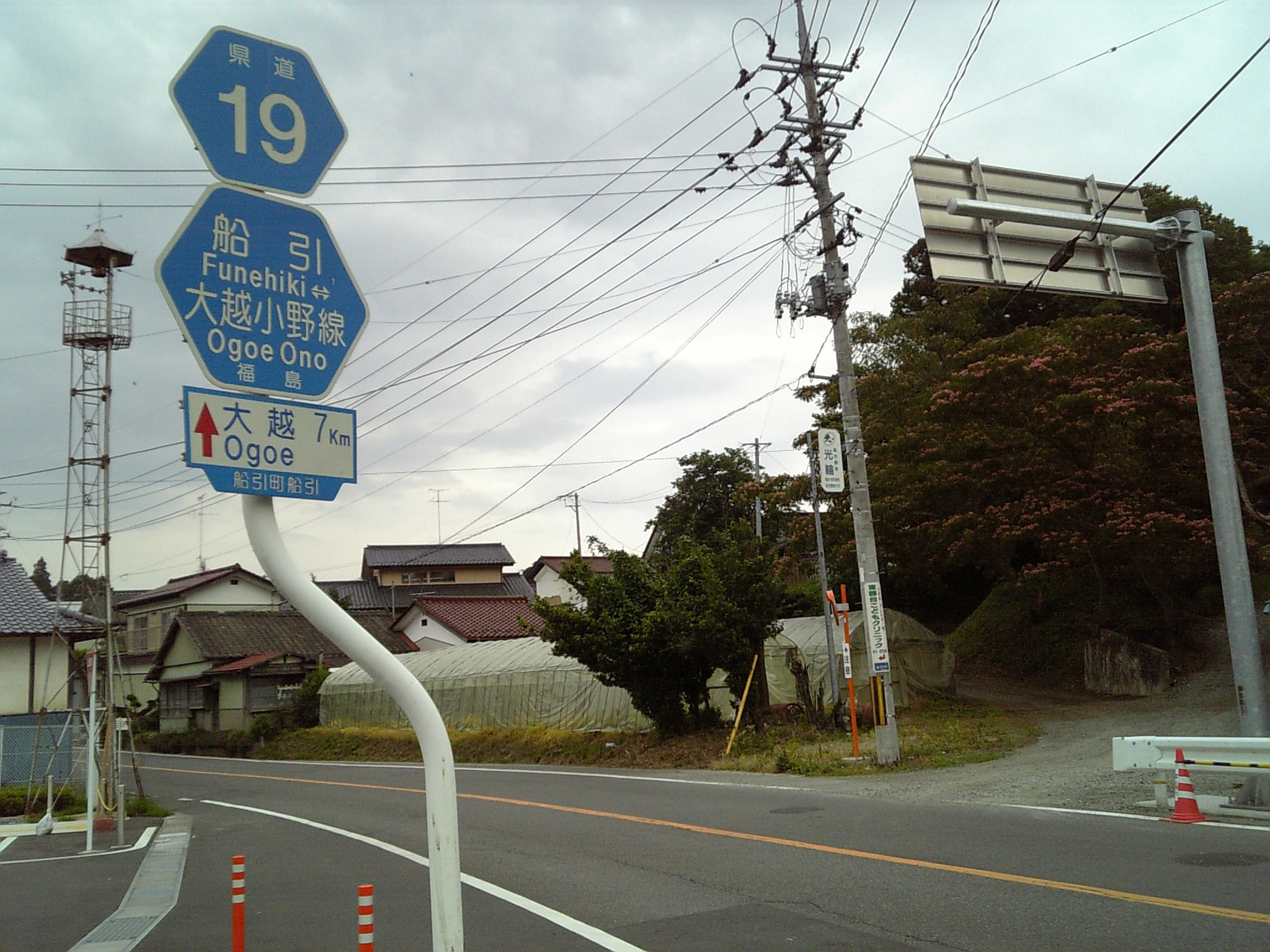
田村市船引町船引（2008年7月）

  - 国道349号 船引バイパス（起点・源次郎入口交差点）
  - 福島県道172号船引停車場線（田村市船引町船引）
  - 国道288号（田村市船引町船引・船引駅入口交差点）
  - 国道288号・国道349号（田村市船引町船引舘柄前・舘柄前交差点、ここまで国道288号重複・ここから国道349号重複）
  - 国道349号（田村市船引町今泉台ノ前、台ノ前交差点）
  - 福島県道113号常葉芦沢線（田村市船引町今泉砂田）
  - 福島県道113号常葉芦沢線（田村市船引町今泉田中）
  - 福島県道57号郡山大越線（田村市大越町下大越）
  - 福島県道112号富岡大越線（田村市大越町上大越）
  - 福島県道301号栗出菅谷線（田村市滝根町菅谷）
  - 福島県道381号あぶくま洞都路線（田村市滝根町菅谷）
  - 福島県道359号神俣停車場川前線（田村市滝根町神俣）
  - 福島県道396号神俣停車場小野線（田村市滝根町神俣）
  - 福島県道145号吉間田滝根線（田村市滝根町広瀬町）
  - 福島県道36号小野富岡線・福島県道145号吉間田滝根線（広瀬工区）（田村市滝根町神俣・滝根IC）
- 小野町内
  - 福島県道41号小野四倉線（田村郡小野町小野新町七合田）
  - 福島県道65号小野郡山線・福島県道66号小名浜小野線（田村郡小野町小野新町仲町）
  - 福島県道66号小名浜小野線（田村郡小野町小野新町横町）
  - 国道349号（福島県道20号いわき上三坂小野線重複）・福島県道13号小野田母神線（終点）

### 沿線にある施設など
- JR磐越東線
  - 大越駅
  - 菅谷駅
  - 神俣駅
- 田村市立大越中学校
- 田村市立大越小学校
- 菅谷郵便局
- 滝根郵便局
- 小野新町郵便局
- 福島県立小野高等学校